# جيمس باسترناك
جيمس باسترناك هو سياسي كندي، ولد في 15 فبراير 1959. انتخب member of the Toronto City Council ‏ عن دائرة 10 York Centre ‏ خلال فترته النيابية ‏.

## وصلات خارجية
- الموقع الرسمي